# Міжозерний рудник
Міжозерний рудник – колишнє гірничодобувне підприємство на заході Челябінської області Росії.
Рудник розробляв родовище «XIX партійний з’їзд», яке відкрили у 1952 році як зоторудне. Видобуток почавсмя вже у 1953-му і протягом двох років на фабрику з вилучення золота відправили 101 тисячу тон окисленої бурозалізнякової руди. Втім, доволі швидко з’ясувалось, що головні запаси пов’язані з мідними рудами.
В 1956-му почались розкривні роботи на Південно-Східній ділянці, рудне тіло якої залягало на глибинах від 30 до 150 метрів та мало дуже високий середній вміст цілього елементу – 5,71% міді (на окремих ділянках до 25%). Проектна потужність Південно-Східного кар’єру становила 0,4 млн тон руди на рік, при цьому фактичний видобуток в 1961 – 1967 роках був навіть вище та дорівнював 0,6 млн тон. Розробка Південно-Східної ділянки припинилась в 1971-му, всього ж з неї отримали 6,3 млн тон руди.
З 1963-го вели роботи на кар’єрі «Об’єднаний», що був призначений для відпрацювання Східної та Північно-Західної ділянок родовища. Цей кар’єр мав проектну річну потужність у 1 млн тон та повинен був досягнути глибини у 184 метра. «Об’єднаний» діяв по 1982 рік, при цьому за весь час його існування з нього вилучили 14,2 млн тон руди.
Всього з родовища «XIX партійний з’їзд» вилучили біля 0,7 млн тон міді та 0,5 млн тон цинку.
Розробку родовища провадив Учалінський гірничо-збагачувальний комбінат, на якому з 1968-го працювала Учалінська збагачувальна фабрика (руда Південно-Східної ділянки спярмовувалась на мідеплавильні заводи без збагачення).